# 1147 (szám)
Az 1147 (római számmal: MCXLVII) az 1146 és 1148 között található természetes szám.

## A szám a matematikában
A tízes számrendszerbeli 1147-es a kettes számrendszerben 10001111011, a nyolcas számrendszerben 2173, a tizenhatos számrendszerben 47B alakban írható fel.
Az 1147 páratlan szám, összetett szám, félprím. Kanonikus alakja 311 · 371, normálalakban az 1,147 · 103 szorzattal írható fel. Négy osztója van a természetes számok halmazán, ezek növekvő sorrendben: 1, 31, 37 és 1147.
Az 1147 harmincnyolc szám valódiosztó-összegeként áll elő, ezek közül a legkisebb is nagyobb 10 000-nél.

## Csillagászat
- 1147 Stavropolis kisbolygó